# Герман Шміц (підприємець)
Герман Шміц (нім. Hermann Schmitz, 1 січня 1881, Ессен, Вестфалія, Німецька імперія — 8 жовтня 1960, Гайдельберг, Баден-Вюртемберг, ФРН) — німець, член нацистської партії, генеральний директор корпорації «IG Farben», професор, доктор філософії, лідерів воєнної економіки. Засуджений за вироком суду на Нюрнберзькому процесі зі справи IG Farben, де отримав чотири роки ув'язнення.

## Життєпис
Герман Шміц народився 1 січня 1881 року в Ессені в сім'ї фабричного робітника Дідріха Шміца і його дружини Луїзи (уродженої Верманн). Закінчив місцеву середню школу і в 1898 році розпочав комерційне навчання на металургійному заводі «Ahrenberg'schen Aktiengesellschaft für Bergbau und Hüttenbetrieb» в Ессені. У 1905 році Герман Шмітц відвідував комерційну школу у Франкфурті-на-Майні й після вступу до Металургійного товариства (нім. Metallurgische Gesellschaft) став радником голови її наглядової ради Вільгельма Мертона, який значно сприяв його кар'єрі. У 1914 році був призваний на фронт для участі у Першій світовій війні де був поранений. В 1915 році, після одужання, був призначений на посаду райхскомісара з хімічного виробництва в департаменті «Kriegsrohstoffabteilung».
У 1919 році Шміц брав участь у Версальських мирних переговорах, як експерт з нітратів та добрив, де познайомився з Карлом Бошем. 1 липня 1919 року був призначений на посаду фінансового радника BASF, а згодом був введений до складу правління, де він очолив закордонний департамент. В 1925 році після того, як конгломерат німецьких концернів було організовано в «IG Farben» Шміц був призначений на посаду головного фінансового директора. В 1920-х роках він, серед іншого, відповідав за контакти «IG Farben» зі «Standard Oil». Як фінансовий та економічний консультант різних урядів Веймарської республіки його головна роль була в тому, щоб лобіювати інтереси «IG Farben».
З 1933 році Герман Шміц вступив до партії НСРПН. У 1935 році після смерті Карла Дюйсберга обійняв посаду генерального директора «IG Farben». У 1938 році отримав почесне звання для керівників важливих для військової промисловості підприємств — лідер воєнної економіки. В день свого шістдесятиріччя в якості подарунка отримав від Адольфа Гітлера особистий портрет. Після війни був заарештований американською армією, а під час Нюрнбергского процесу у справі IG Farben — засуджений до чотирьох років позбавлення волі. Після дострокового звільнення в 1950 році Герман Шміц став членом наглядової ради Deutsche Bank у Берліні та почесним головою наглядової ради «Rheinische Stahlwerke». Помер 8 жовтня 1960 року в Гейдельберзі.